# Nikkó (sopka)
Nikkó je název v současnosti neaktivního podmořského vulkánu, nacházejícího se v Tichém oceánu. Základna sopky se nachází v hloubce přibližně 3 km, vrchol je 391 m pod hladinou moře. Vrchol převážně Čedičově-andezitového vulkánu tvoří kaldera s průměrem 3 km. Hydrotermální aktivitu vykazuje kráter, nacházející se na severozápadním okraji kaldery.